# Tratado de Fresno-Lavandera
El Tratado de Fresno-Lavandera fue un tratado de paz firmado en 1183 por los reyes Fernando II de León y Alfonso VIII de Castilla.

## Antecedentes
En 1182, tras un período de paz, entre los reinos de Castilla y León, que habían quedado divididos de nuevo a la muerte de Alfonso VII, los reyes Fernando II y Alfonso VIII se presentaron en la frontera de los reinos colindantes con sus huestes. En ese momento el maestre de Santiago y el prior de la Orden de San Juan mediaron entre los reyes. 
A ellos se unieron, con acuerdo de los monarcas, los arzobispos de Toledo y Compostela y los obispos de Ciudad Rodrigo y Ávila, así como, por parte del rey de Castilla, Rodrigo Gutiérrez Girón y Tello Pérez de Meneses, y por parte del rey de León, Fernando Rodríguez de Castro el Castellano y Pedro Tabladelo. 
La primera reunión, que se llevó a cabo para tratar de resolver los enfrentamientos entre ambos reyes, en la que se encontraban los participantes anteriormente mencionados actuando como mediadores, fue el 2 de febrero de 1183 en Paradinas de San Juan. 
Tras las conversaciones mantenidas en esta primera reunión se decidió que la siguiente tendría lugar el 24 de abril de ese mismo año, pero tuvo que aplazarse y finalmente se celebró el 1 de junio de 1183 en la frontera entre Castilla y León, residiendo cada monarca en su propio reino.

## Firma del tratado
Fernando II, el rey de León se encontraba en Fresno el Viejo, que era el último lugar de su reino, mientras que Alfonso VIII, rey de Castilla, estaba situado en Lavandera, en el actual municipio de Carpio. En las conversaciones que mantuvieron los dos monarcas se llegó a un nuevo acuerdo, que fue confirmado bajo juramento y robustecido con el compromiso de los obispos de los reinos de obligar a cualquier infractor con su autoridad sagrada y con la del Papa a cumplir lo pactado, lo que dio lugar al Tratado de Fresno-Lavandera.
En este tratado de paz se fijaron las villas y lugares que pertenecerían a cada reino delimitando así, de nuevo, la frontera entre los mismos y ambos monarcas se comprometieron a respetar durante 10 años la frontera trazada en el tratado de Fresno-Lavandera, que serviría de base para una paz definitiva entre los dos reinos.